# Beatrix I van Bigorre
Beatrix I van Bigorre (circa 1064 - 14 oktober 1095) was van 1080 tot aan haar dood gravin van Bigorre. Ze behoorde tot het huis Foix.

## Levensloop
Beatrix I was de dochter van graaf Bernard II van Bigorre en diens tweede echtgenote Stephania, dochter van burggraaf Willem II van Marseille. Rond 1079 huwde ze met burggraaf Centullus V van Béarn. 
In 1080 volgde ze haar overleden halfbroer Raymond II op als gravin van Bigorre. Ze regeerde gezamenlijk met haar echtgenoot Centullus V, tot aan diens overlijden in 1090. 
Tijdens haar bewind kwamen de bewoners van Barèges in opstand, die Beatrix de toegang tot de vallei wilden verbieden. Beatrix slaagde erin om de rebellie neer te slaan. 
In 1095 stierf Beatrix I, waarna ze als gravin van Bigorre werd opgevolgd door haar zoon Bernard III.

## Nakomelingen
Beatrix en haar echtgenoot Centullus V kregen twee zonen:
- Bernard III (overleden in 1113), graaf van Bigorre
- Centullus II (overleden in 1129), graaf van Bigorre